# Michael McBroom
Michael McBroom (16 mei 1991) is een Amerikaans voormalig zwemmer.

## Carrière
Bij zijn internationale debuut, op de wereldkampioenschappen kortebaanzwemmen 2012 in Istanboel, eindigde McBroom als tiende op de 1500 meter vrije slag.
Op de wereldkampioenschappen zwemmen 2013 in Barcelona veroverde de Amerikaan de zilveren medaille op de 800 meter vrije slag, op de 1500 meter vrije slag eindigde hij op de vijfde plaats.

## Internationale toernooien
| Jaar | Olympische Spelen | WK langebaan                                              | WK kortebaan                            | PanPacs                                                   | Pan-Ams       |
| ---- | ----------------- | --------------------------------------------------------- | --------------------------------------- | --------------------------------------------------------- | ------------- |
| 2012 | geen deelname     |                                                           | 10e 1500m vrije slag                    |                                                           |               |
| 2013 |                   | 800m vrije slag · 5e 1500m vrije slag                     |                                         |                                                           |               |
| 2014 |                   |                                                           | 10e 400m vrije slag 7e 1500m vrije slag | 8e 400m vrije slag 5e 400m vrije slag 5e 1500m vrije slag |               |
| 2015 |                   | 8e 400m vrije slag 8e 800m vrije slag 6e 1500m vrije slag |                                         |                                                           | geen deelname |
| 2016 | geen deelname     |                                                           | geen deelname                           |                                                           |               |

## Persoonlijke records
Kortebaan
| Afstand          | Tijd     | Datum            | Plaats  |
| ---------------- | -------- | ---------------- | ------- |
| 800m vrije slag  | 07.33,99 | 21 december 2013 | Glasgow |
| 1500m vrije slag | 14.34,31 | 7 december 2014  | Doha    |

Langebaan
| Afstand          | Tijd     | Datum           | Plaats    |
| ---------------- | -------- | --------------- | --------- |
| 400m vrije slag  | 03.46,69 | 2 augustus 2015 | Kazan     |
| 800m vrije slag  | 07.43,60 | 31 juli 2013    | Barcelona |
| 1500m vrije slag | 14.53,95 | 4 augustus 2013 | Barcelona |